# Raccolta aragonese
La Raccolta aragonese è una celebre antologia di rime toscane composta a Firenze nel 1476-1477 per volontà di Lorenzo de' Medici ed inviata come omaggio a Federico d'Aragona, figlio del re di Napoli Ferdinando I. La raccolta è preceduta da una epistola accompagnatoria, attribuita ad Angelo Poliziano, nella quale si espongono le finalità culturali dell'operazione, ovvero dimostrare, attraverso una vasta scelta di rime, la nobiltà e la continuità della tradizione poetica toscana nonché la ricchezza e la piena dignità letteraria della lingua volgare.

## I più grandi nomi della tradizione poetica volgare
La raccolta comprende 499 componimenti ed in essa vengono inserite le rime dei più illustri poeti toscani, dal Duecento fino all'epoca laurenziana.
L'originale della Raccolta è andato perduto, ma il suo contenuto è stato ricostruito da Michele Barbi, sulla base di tre manoscritti: il codice Laurenziano XC inf. 37 della Biblioteca Medicea Laurenziana, il codice Parigino it. 554 della Biblioteca Nazionale di Parigi ed il codice Palatino 204 della Biblioteca Nazionale di Firenze.
Collocandosi in un periodo fondamentale della nostra storia letteraria, questa raccolta è, insieme al certame coronario del 1441, l'emblema della rivalutazione e del recupero di interesse intorno alla lingua volgare, messa in crisi tra il finire del '300 e l'inizio del '400 dalla nascente cultura umanistica. L'influenza del modello petrarchesco aveva infatti favorito (in anticipo rispetto all'Umanesimo vero e proprio) l'affermarsi di una vera e propria venerazione per la cultura classica, considerata il vertice del sapere umano, mai più raggiungibile ma solo imitabile, e di conseguenza aveva indotto gli intellettuali dell'epoca alla svalutazione della cultura volgare. La Raccolta voleva mostrare che la lingua latina, considerata superiore dagli umanisti ortodossi, poteva essere uguagliata e anzi superata dal fiorentino.
Come ebbe a dire Cristoforo Landino nel 1474, nella dedica del suo volgarizzamento della Naturalis Historia di Plinio, la parlata di Firenze e dintorni era infatti
Da questa raccolta sono state tratte liriche per comporre la Giuntina di rime antiche, una raccolta di testi edita a Firenze nel 1527.